# Ceratinopsis nigriceps
Ceratinopsis nigriceps är en spindelart som beskrevs av James Henry Emerton 1882. Ceratinopsis nigriceps ingår i släktet Ceratinopsis och familjen täckvävarspindlar. Inga underarter finns listade i Catalogue of Life.